# Historia de Sudán

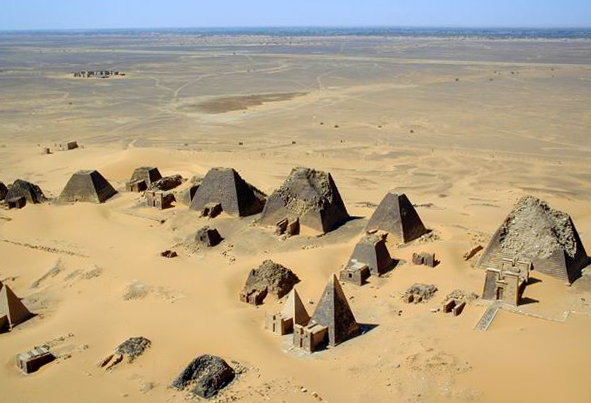
Antiguas pirámides en Sudán.

Conocido en la Antigüedad como Nubia, Sudán fue incorporado paulatinamente al mundo árabe durante la expansión islámica del siglo VII. El sur, no controlado por los musulmanes, sufrió las incursiones de los cazadores de esclavos.
Entre 1820 y 1822, Sudán fue conquistado por Egipto y anexionado para entrar, posteriormente, en la esfera de influencia británica. El Reino Unido reconoció su independencia en 1956. Desde entonces su historia ha sido convulsa, con constantes guerras civiles, conflictos étnicos y religiosos entre el gobierno musulmán y las fracciones cristianas y animistas opuestas a la sharia y frecuentes golpes de Estado.

## Prehistoria

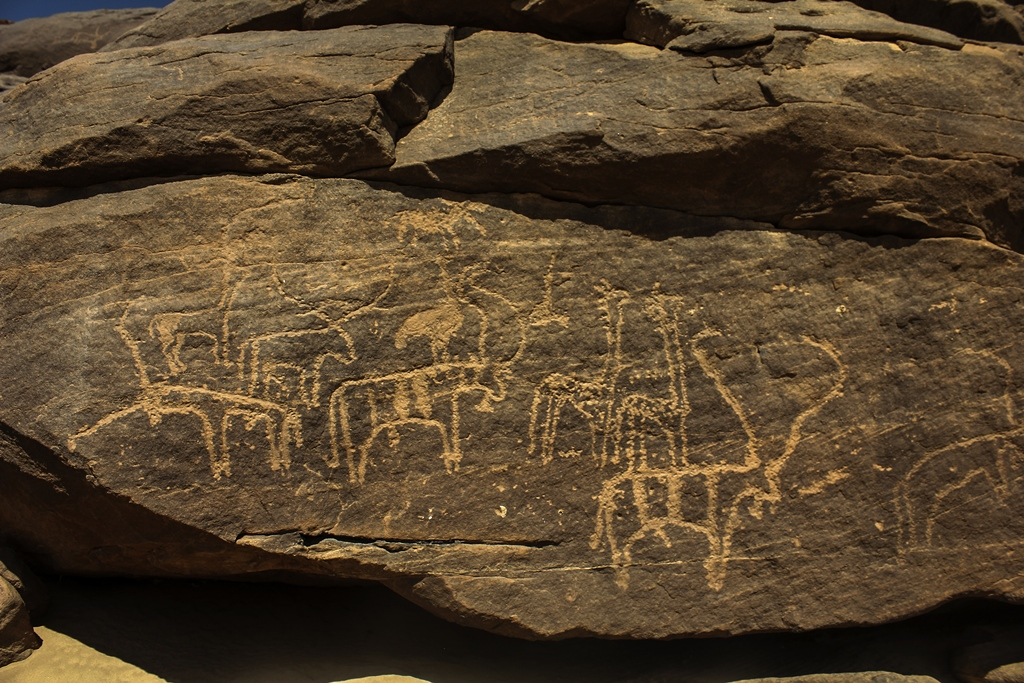
Sitio de arte rupestre de Sabu-Jaddi: ganado con ménsulas distorsionadas

Hacia el octavo milenio antes de Cristo, pueblos de cultura neolítica se habían asentado en aldeas fortificadas de adobe en el actual territorio de Sudán, los cuales complementaban la caza y la pesca en el Nilo, con la recolección de cereales y la ganadería. Investigaciones antropológicas y arqueológicas indican que durante el período predinástico Nagada, las poblaciones de Nubia y el Alto Egipto eran étnicamente y culturalmente casi idénticos, así como los sistemas de evolución de la realeza faraónica hacia el 3300 a. C.
Posiblemente desde época protohistórica, el actual territorio estuvo habitado por pueblos cushitas y nilo-saharianos, junto con otros pueblos de origen incierto como los meroitas.

## Culturas antiguas y clásicas

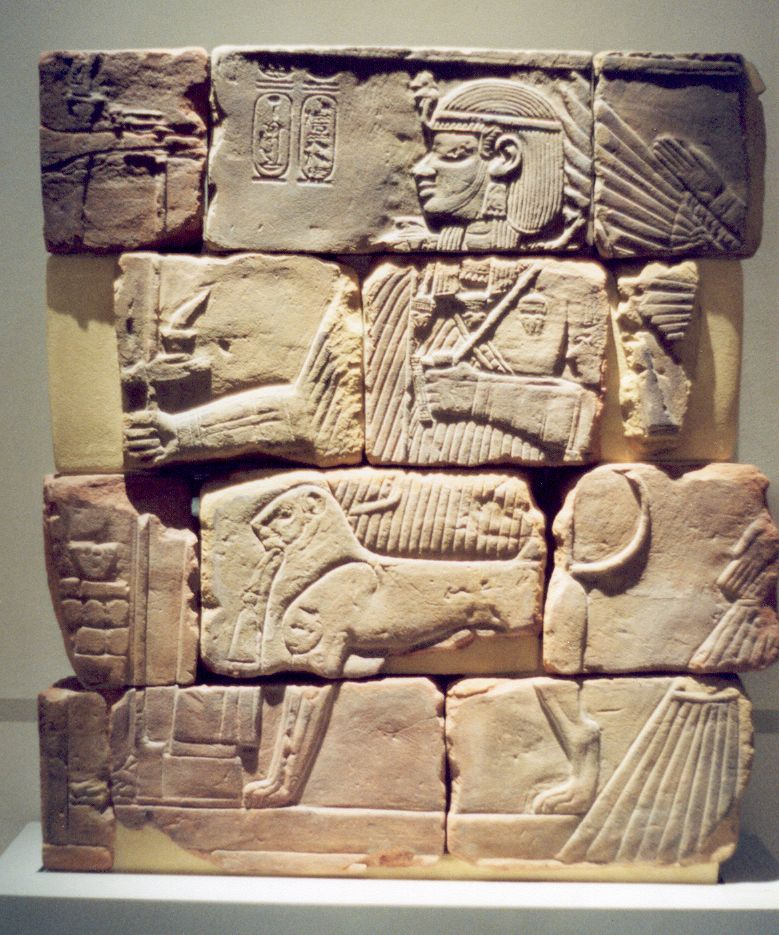
Bajorrelieve esculpido en una de las pirámides de Meroe.

El primer registro histórico del norte de Sudán proviene de fuentes egipcias, que describen la tierra aguas arriba de la primera catarata del Nilo, denominada Kush, como una zona "miserable", que datan del tercer milenio a. C. A través de los siglos, se desarrolló el comercio hacia las actuales tierras de Sudán. Caravanas provenientes de Egipto llevaban grano a Kush y volvían río abajo, a Asuán, con marfil, incienso, cueros y cornalina (una piedra usada tanto en la joyería y como en puntas de flecha). Los gobernadores de Egipto en particular, valoraban Nubia por su oro y por los soldados que engrosaban las filas del ejército del faraón. Periódicamente, durante el Imperio Antiguo, expediciones militares egipcias realizaron penetraciones en Kush.
Tres reinos kushitas y meroíticos, incluyendo el de Napata y la cultura de Ballana se establecieron en el norte y centro del territorio que hoy es Sudán desde tiempos antiguos, la región fue llamada también como el Reino de Nubia y esas civilizaciones florecieron principalmente sobre el río Nilo desde la primera hasta la sexta catarata. Estos reinos fueron influenciados por el antiguo Egipto, y luego ellos influenciaron al Antiguo Egipto. De hecho, las fronteras del Antiguo Egipto y los reinos sudaneses fluctuaban bastante y lo que es ahora el tercio superior del Norte de Sudán fue durante tiempos antiguos indistinguible del Alto Egipto.
Durante el Imperio romano, la frontera sur de Egipto sufrió diversas incursiones de guerreros nubios. Intentando pacificar la zona el emperador Diocleciano, reconoció a los meroíticos como federados (fœderatii) del Imperio. En todo el período, existió un importante vínculo comercial entre ambos, llegándose a formar unidades militares romanas con mercenarios nubios. En aquel periodo, se llevó a cabo una expedición romana desde Egipto hasta Jartum. Hacia el año 298 los romanos abandonaron la zona fronteriza con Nubia.

## Cristianismo en Nubia
En el año 350, el reino meroítico fue invadido y deshecho por el reino etíope de Aksum. A partir de entonces Nubia dio pasó a tres nuevos reinos: Nobatia, Makuria y de Aloa, convirtiéndose en los herederos políticos y culturales del reino meroítico, en los cuales el cristianismo era la religión oficial. Nobatia en el norte, tenía su capital en Faras, en lo que hoy es Egipto, Makuria tenía su capital en Dunqulah, la antigua ciudad a orillas del Nilo a unos 150 kilómetros al sur de la moderna Dunqulah, y Aloa, en el corazón de la vieja Meroe, en el sur, tenía su capital en Sawba. En los tres reinos, aristocracias guerreras gobernó poblaciones meroítica de las cortes reales, donde los funcionarios llevaban títulos griegos emulando la corte bizantina.

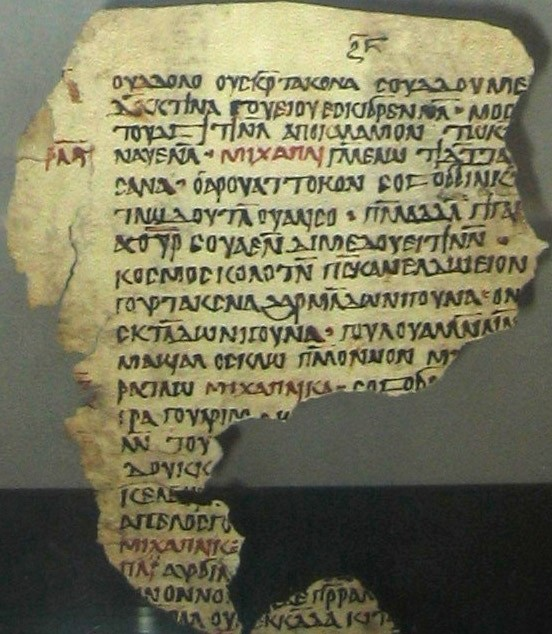
Fragmento de un antiguo manuscrito nubio.

Las primeras referencias de los reinos sucesores de Nubia figuran en las narraciones de los autores griegos y coptos sobre la conversión de los reyes de Nubia al cristianismo en el siglo VI. Según la tradición, un misionero enviado por la emperatriz bizantina Teodora llegó a Nobatia y comenzó a predicar el evangelio alrededor de 540. Es posible que el proceso de conversión hubiera comenzado antes, sin embargo, bajo la égida de los misioneros coptos de Egipto. Los reyes de Nubia aceptaron el cristianismo monofisista se practicaba en Egipto, reconociendo la autoridad espiritual del patriarca copto de Alejandría sobre la iglesia de Nubia.
Una jerarquía de los obispos nombrados por el patriarca copto y consagrada en Egipto dirigió las actividades de la iglesia y ejerció un poder secular considerable. La iglesia determinó una monarquía sacerdotal, lo que confirma la legitimidad de su línea real. A la vez que el monarca protegía los intereses de la Iglesia.
La aparición del cristianismo en Nubia reabrió los canales hacia las civilizaciones del mediterráneo, renovando los lazos culturales e ideológicos de Nubia con Egipto. La Iglesia promovió la alfabetización, a través del clero egipcio entrenado, por medio de escuelas monásticas y catedralicias. El uso del griego en la liturgia con el tiempo dio paso a la lengua nubia, que fue escrita con un alfabeto local, que combinaba elementos de escritos coptos y meroítico antiguos. La lengua copta, de hecho, comenzó a aparecer coloquialmente en círculos eclesiásticos y seculares. Además, antiguas inscripciones indica la existencia de un amplio conocimiento de griego coloquial, que continuó en Nubia en fechas tan tardías como el siglo XII. A partir del siglo VII, sin embargo, el árabe fue ganando importancia en los reinos de Nubia, especialmente como un medio para el comercio.
Los reinos cristianos de Nubia que sobrevivieron durante muchos siglos, alcanzaron su punto más alto de prosperidad y poder militar en los siglo IX y X. Sin embargo, los invasores musulmanes árabes, que en 640 habían conquistado Egipto, plantearon una seria amenaza para los reinos cristianos de Nubia, pues el país se encontró separado de la cristiandad europea y asiática.

## La islamización de Nubia

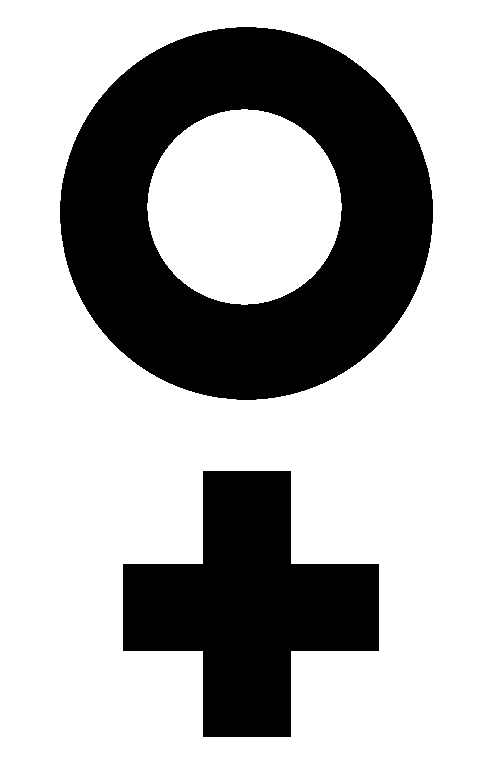
Royal Funj

El islam comenzó a hacerse presente alrededor del 640 d. C., a raíz de la invasión musulmana a Egipto, comenzando a presionar hacia el sur. Hacia el año 651, el gobernador musulmán de Egipto lanzó una campaña hacia el sur, que llegó hasta Dongola. Los ejércitos árabes y musulmanes se encontraron con una fuerte resistencia y con poca riqueza. Se firmó un tratado de paz entre los árabes y el reino de Makuria, el cual estuvo vigente por casi 7 siglos.
Una clase de mercaderes árabes se establecieron y dominaron la economía en la Sudán feudal. Importantes reinos en los siguientes 1200 años incluían a los ya mencionados de Nobatia, Makuria y Alodia, al finalizar la Edad Media estos reinos se encontraban ya suplantados por el islámico Sultanato de Sennar.

## Sudán en elsigloXIX

### Sudán turco (1821-1885)
En 1820, Sudán cayó bajo el dominio egipcio cuando Mehmet Alí, virrey otomano de Egipto envió ejércitos bajo el mando de su hijo Ibrahim Pasha y Mahommed Bey a conquistar el este de Sudán en busca de oro y esclavos. Los sucesores del virrey controlaron la totalidad del territorio sudanés e instauraron una burocracia centralizada en la ciudad de Jartum. Asimismo, implementaron un sistema impositivo que constituía la virtual confiscación del oro y de la producción agrícola, al tiempo que establecieron rutas comerciales. Pronto Sudán cayó, igual que Egipto, en la esfera de influencia del Reino Unido.
El nombramiento, en 1877, del general británico Charles Gordon como gobernador de Sudán por parte del virrey de Egipto respondió tanto a compromisos financieros de este último con Inglaterra como a la corrupción de los jerarcas egipcios ocupantes.
A fin de implantar una economía capitalista en Sudán, Gordon se abocó a garantizar el cumplimiento de una Convención (de 1877) para poner fin al lucrativo comercio de esclavos.
La pérdida de esa fuente de ingresos, la represión arbitraria por parte de las tropas inglesas y el descontento general de los sudaneses frente a los impuestos y a las imposiciones de prácticas religiosas ajenas (el islamismo ortodoxo egipcio y el cristianismo a la británica) propiciaron la emergencia del líder espiritual sufí Mohamed Ahmad, quien se proclamó Mahdi (salvador) de su pueblo, en 1881.

### Estado Mahdista (1885-1898)
En 1881 el líder religioso Muhammad Ahmad ibn Abdalla, autoproclamado Mahdi (Mesías), intentó unificar las tribus del oeste y centro del país. Inició una revuelta nacionalista contra el dominio egipcio culminando en la caída de Jartum en 1885, en la que el general británico Charles George Gordon fue asesinado y se implantó una teocracia nacionalista.
El Estado Mahdista sobrevivió hasta ser derrotado en 1898 por una fuerza anglo-egipcia, bajo el mando de Horatio Kitchener, en la batalla de Omdurmán. El Reino Unido envió sus fuerzas armadas a Sudán, con la intención de anticiparse a los intentos de Francia, Bélgica e Italia de establecer su influencia sobre distintos sectores del territorio sudanés. Por su parte, Egipto quería mantener su influencia en la zona debido al importante acceso que posee Sudán al agua del río Nilo, fundamental para sostener la actividad agrícola de la región.

### Sudán Anglo-Egipcio (1899-1955)

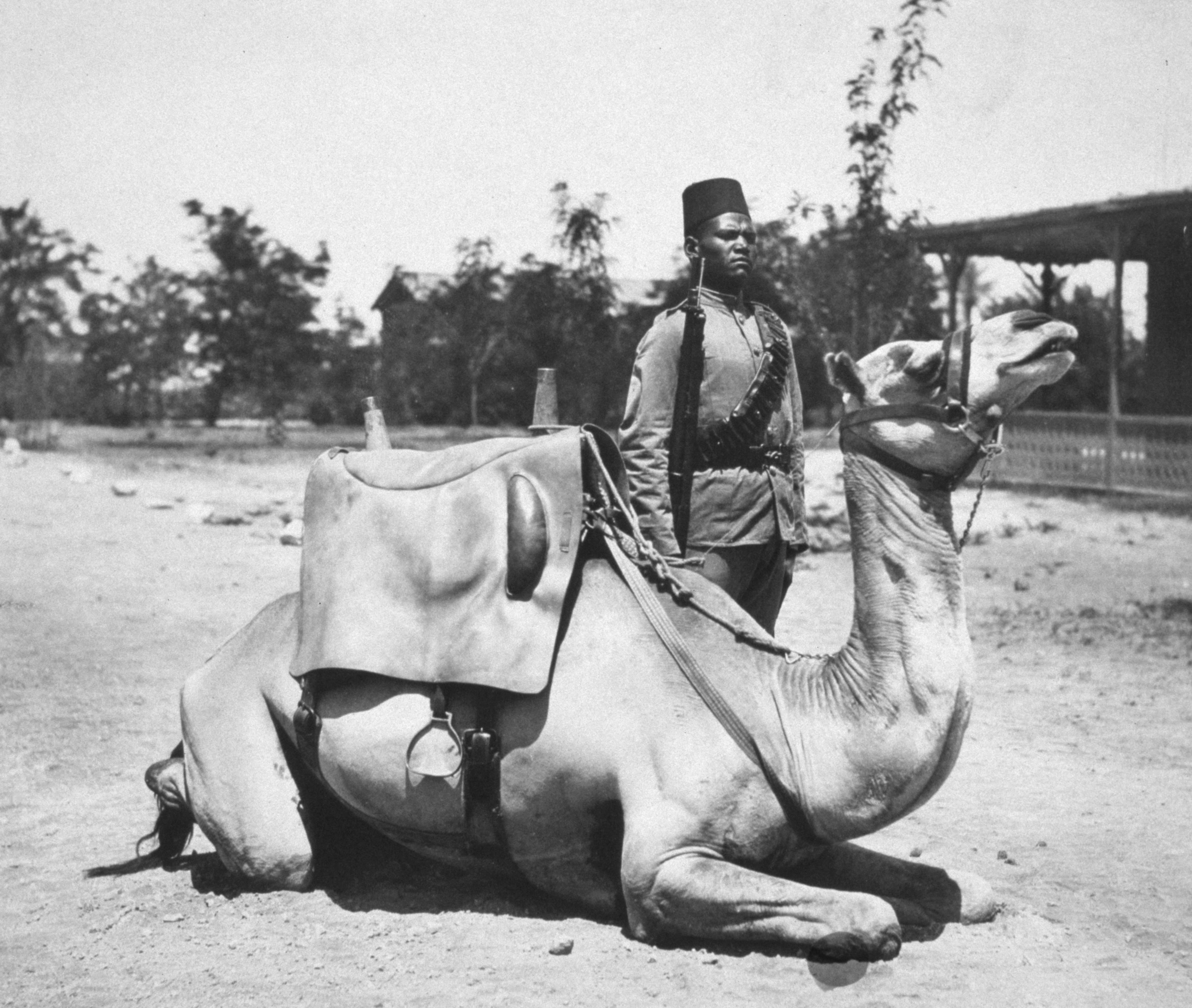
Soldado sudanés.

Tras el enfrentamiento armado, se fundó en 1899 una nueva administración política en el territorio, en la que formalmente el Reino Unido aceptó la demanda egipcia sobre el Sudán, declarándose un protectorado anglo-egipcio, aunque las mayores atribuciones quedaron en manos británicas, ya que los británicos tenían la última palabra y todos los gobernadores en general durante la duración del condominio fueron británicos. 
Los británicos dividieron en 1924 a Sudán en dos colonias separadas, el norte y el sur mediante un régimen de closed districts (distritos cerrados), en el que las tropas egipcias y británicas impedían todo contacto entre ambas regiones. Un norte predominantemente musulmán de habla árabe y un sur de mayoría animista y cristiana, donde se alentó el uso del idioma inglés.
Siguiendo una política de dividir y gobernar, los británicos trataron de revertir el proceso, iniciado bajo Mehmet Alí, de unir el valle del Nilo bajo el liderazgo egipcio y pusieron obstáculos a los esfuerzos por seguir uniendo los dos países. Esta política fue interiorizada dentro de Sudán, con los británicos decididos a exacerbar las diferencias y fricciones entre los numerosos grupos étnicos de Sudán. 
En los primeros años de esta ocupación, los británicos introdujeron el cultivo extensivo de algodón (principal producción de Sudán hasta la actualidad) y expandieron las comunicaciones, al tiempo que otorgaron libertad de culto, a fin de eliminar la religión como fuente de disturbios. Asimismo, abrieron escuelas primarias y técnicas y, en 1902, inauguraron el Gordon Memorial College, donde una élite comenzó a adquirir educación curricular británica. Muchos fueron designados para puestos clave y pertenecían al Congreso General de Graduados, entidad que evolucionó hasta convertirse en organización política.
En 1936, los británicos pusieron fin a su ocupación del Reino de Egipto y el Reino Unido exigió al Reino de Egipto la firma de un acuerdo para prohibir la entrada a Sudán de militares egipcios, quienes, en 1924, habían encabezado un levantamiento en unión con nacionalistas compatriotas y tribus sudanesas. A diferencia de los jefes tribales locales, el Congreso General de Graduados del Gordon Memorial College pretendió participar en esas conversaciones.
Al no ser reconocido por los británicos, el Congreso se dividió en dos grupos: uno moderado y proclive al Reino Unido, que contó con la mayoría, y otro radical, que se volcó hacia Egipto, cuyo líder fue Ismael al-Azhari.
Hacia 1943, Azhari y sus seguidores obtuvieron la mayoría en el Congreso y conformaron el primer partido político sudanés, Ashiqa (Hermanos-Partido Nacional Unionista- PNU) a partir de 1951. Poco después, los moderados se organizaron en el partido Ummah (Nación) liderado por Arman al-Mahdi, el hijo póstumo del mahdi desplazado por los ingleses en 1898.
En 1951, hostil a la posible incorporación de representantes de la región cristiana y animista del sur en el Congreso, Egipto derogó el Tratado de condominio anglo-egipcio y se proclamó soberano absoluto del territorio de Sudán. Sin embargo, en 1953, El Cairo debió acordar con el Reino Unido el autogobierno de Sudán.

#### Transición a la independencia
En 1943, se estableció un Consejo Asesor de Sudán del Norte que trajo un nivel de autogobierno a las provincias septentrionales del Sudán anglo-egipcio. En una conferencia sostenida en Yuba en 1947, se decidió integrar la administración de las provincias meridionales con las septentrionales. Trece representantes designados de las provincias meridionales ocuparon escaños en la Asamblea Legislativa de Sudán en 1948.
En febrero de 1953 se llegó a un acuerdo entre Egipto, el Reino Unido y representantes políticos sudaneses para la transición del régimen de condominio al autogobierno. Sudán obtuvo el autogobierno en marzo de 1953 y Ismail al-Azhari se convirtió en Primer ministro en 1954. Se formó una asamblea constituyente y se redactó una constitución de transición. Los representantes sudaneses podrían participar en la Conferencia afroasiática prevista para abril de 1955.

## Independencia

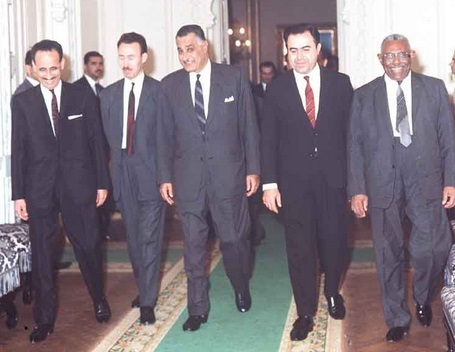
Abd al-Rahman Arif de Irak, Houari Boumédiène de Argelia, Gamal Abdel Nasser de Egipto, Nurredin al-Atassi de Siria e Ismail al-Azhari de Sudán, el 20 de julio de 1967.

En febrero de 1953, el Reino Unido y Egipto llegaron a un acuerdo que establecía el autogobierno y la futura autodeterminación de Sudán. El periodo de transición hacia la independencia comenzó con la constitución del primer parlamento en 1954. El 18 de agosto de 1955 estalló una revuelta en el ejército en Torit, en el sureste de Sudán,  que, aunque fue rápidamente reprimida, dio lugar a una insurgencia guerrillera de bajo nivel por parte de antiguos rebeldes del sur, y marcó el inicio de la primera guerra civil sudanesa. El 15 de diciembre de 1955, el primer ministro de Sudán, Ismail al-Azhari, anunció que Sudán declararía unilateralmente la independencia cuatro días después.  El 19 de diciembre de 1955, el parlamento sudanés declaró, unilateralmente y por unanimidad, la independencia de Sudán. Los gobiernos británico y egipcio reconocieron la independencia de Sudán el 1 de enero de 1956. Sin embargo, el gobierno de Jartum, dirigido por árabes, incumplió las promesas hechas al sur de crear un sistema federal, lo que provocó un motín de oficiales del sur que desencadenó el inicio de la primera guerra civil que duraría diecisiete años (1955-1972). En los inicios de la guerra, cientos de burócratas, profesores y otros funcionarios del norte que trabajaban en el sur fueron masacrados.
Las pretensiones de un Sudán unificado enfrentaron al norte árabe y musulmán, con un sur donde coexiste el cristianismo y el animismo. Desde un año antes de la independencia, en 1955, los sudaneses del sur se embarcaron en una guerra civil. Este largo conflicto entre el gobierno musulmán y los guerrilleros cristianos y animistas del sur, ha reflejado las realidades culturales opuestas de la nación. La guerra, junto con largos períodos de sequía, dejaron un millón y medio de muertos.
El Partido Nacional Unionista, bajo la dirección del primer ministro Ismail al-Azhari, dominó el primer gabinete sudanés, que fue pronto reemplazado por una coalición de fuerzas políticas conservadoras. El 17 de noviembre de 1958, tras una época de dificultades económicas y de rivalidades entre partidos que provocaron la parálisis de la administración pública, el mariscal Ibrahim Abbud llevó a cabo un golpe de Estado incruento que acabó con el régimen parlamentario.
El mariscal Abbud no cumplió su promesa de devolver el gobierno de Sudán a los civiles, por lo que se produjeron una serie de motines y huelgas a finales de octubre de 1964 que llevaron al derrocamiento del régimen militar. Tras un breve período de gobierno provisional, en las elecciones de abril de 1965 accedió al poder el Frente Nacional Unido, amplia coalición que incluía al Partido Unionista, la Umma, sindicatos, representantes del Sur e incluso comunistas. El primer ministro fue Muhammad Ahmad Mahjub. No obstante, las disensiones internas en el seno de la coalición, en la que fueron postergados los comunistas (el Partido Comunista sudanés fue disuelto en 1965) y los representantes del Sur, hicieron que entre 1966 y 1969 se sucedieran una serie de gobiernos inestables que fracasaron en su intento de dotar al país de una constitución y de resolver las disidencias internas, y el 25 de mayo de 1969 se produjo un nuevo golpe militar.

## República Democrática de Sudán (1969-1985)

### Gobierno de Numeiry

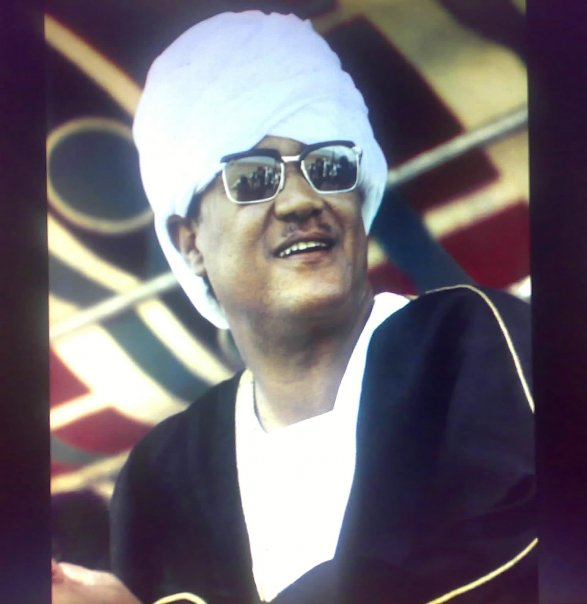
Yaafar al-Numeiry.

El 25 de mayo de 1969, el coronel Yaafar al-Numeiry lideró un golpe de Estado, que derrocó al gobierno del Partido Democrático Unionista. Entre sus primeras medidas, constituyó el Consejo Revolucionario con funciones ejecutivas bajo su presidencia, integrado por militares, civiles y políticos vinculados con el comunismo; también suspendió la Constitución de Sudán, disolvió el parlamento y proscribió todos los partidos políticos. Las disputas entre las facciones marxistas y antimarxistas dentro del gobierno militar llevaron en julio de 1971 a un alzamiento militar de carácter izquierdista, dirigido por el Partido Comunista de Sudán. Numeiry fue destituido, pero tres días después, con el apoyo de Libia y Egipto, y de los elementos anticomunistas de su gobierno, logró recuperar el poder. Siguió una violenta represión de los comunistas, fusilándose a los principales responsables.
En febrero de 1972, el gobierno de Numeiry firmó el acuerdo de Addis Abeba con la guerrilla del Sur que ponía fin a la guerra del sur. Este pacto supuso entonces la creación de la Región Autónoma de Sudán del Sur, a la que se le otorgó un cierto grado de autonomía.
En 1983, el presidente Numeiry declaró un estado islámico bajo la ley musulmana en todo Sudán, incluyendo la región de mayoría no-islámicas del sur. La Región Autónoma de Sudán del Sur quedó abolida el 5 de junio de 1983 y ahí terminaron los efectos del Acuerdo de Adís Abeba y dio inicio a la segunda guerra civil sudanesa (1983-2005).
Numeiry procuró mejorar sus relaciones con las potencias occidentales, y muy especialmente con Estados Unidos, con quien restableció relaciones diplomáticas en julio de 1972. La proximidad con los Estados Unidos aumentó bajo la administración de Ronald Reagan. La ayuda estadounidense aumentó de 5 millones de dólares en 1979 a 200 millones en 1983 y luego a 254 millones en 1985, principalmente para programas militares. Sudán se convirtió así en el segundo mayor receptor de la ayuda estadounidense en África (después de Egipto).  Se inició la construcción de cuatro bases aéreas para alojar a las unidades de la Fuerza de Despliegue Rápido y una potente estación de escucha cerca de Puerto Sudán.
En 1984 y 1985, después de un período de sequía, varios millones de personas se vieron amenazadas por la hambruna, especialmente en el Sudán occidental. El régimen ha tratado de ocultar la situación a nivel internacional. En marzo de 1985, el anuncio del aumento de los precios de los productos de primera necesidad, a petición del FMI con el que el régimen estaba negociando, desencadenó las primeras manifestaciones. El 2 de abril, ocho sindicatos llamaron a la movilización y a una "huelga política general hasta la abolición del régimen actual". El día 3, manifestaciones masivas sacudieron Jartum, pero también las principales ciudades del país; la huelga paralizó las instituciones y la economía.
El 6 de abril de 1985, tras la altísima inestabilidad política, al-Numeiry fue derrocado tras un sangriento golpe de Estado, siendo sucedido por el general Abderrahman Swaredahab hasta las elecciones de 1986,  en la que Sadeq al-Mahdi asumió la presidencia de Sudán. El 30 de junio de 1989, sin embargo, su gobierno fue también derrocado en un golpe de Estado liderado por Omar al-Bashir.

## 1989, golpe de Estado: Omar al-Bashir
En 1989, los militares volvieron al poder, con Bashir, de orientación islámica, al mando del Consejo de Mando Revolucionario para la Salvación Nacional (RCC).

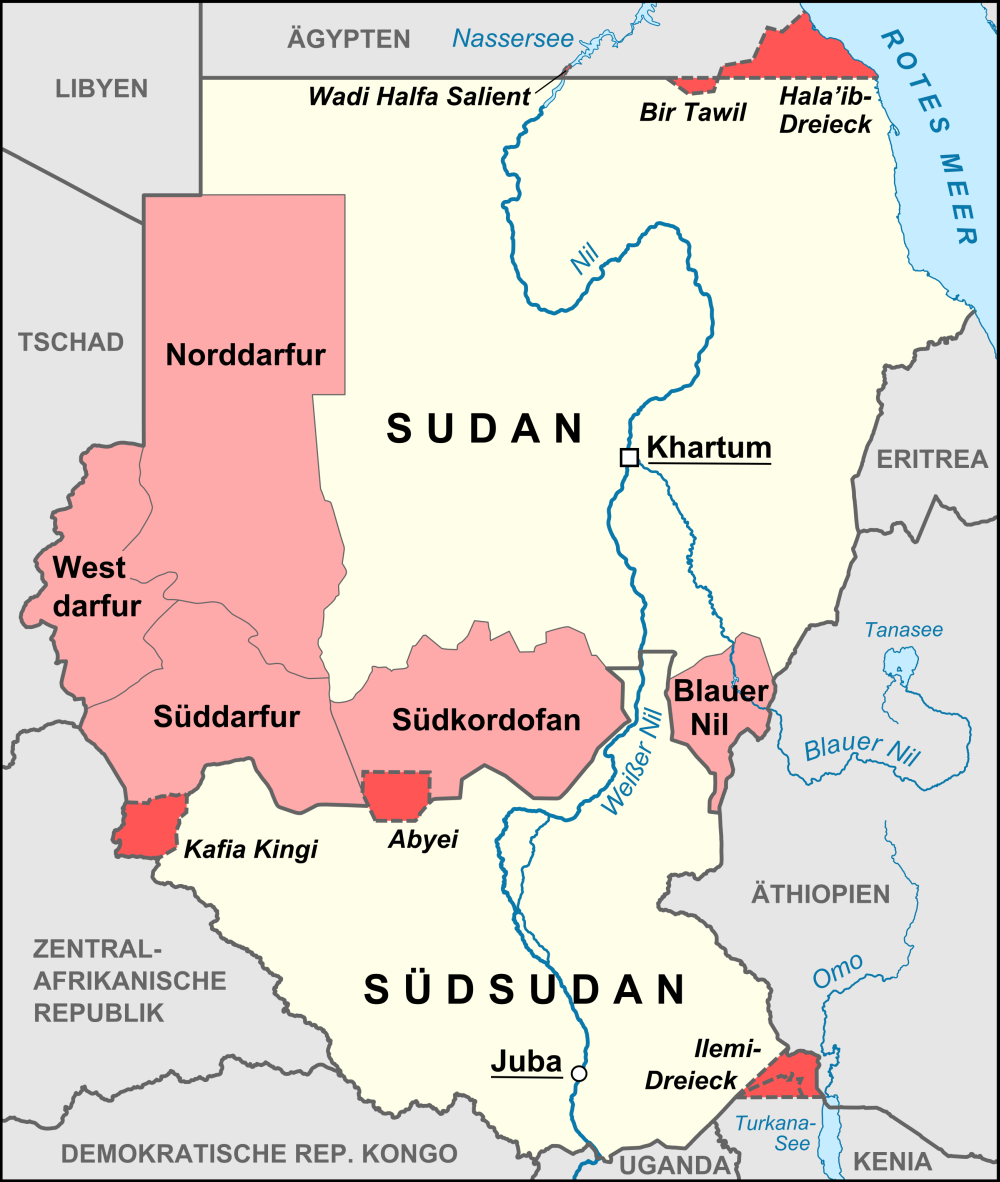
Sudán con Sudán del Sur, que se independizó en 2011. En color más claro, las otras regiones, en las que hay aspiraciones separatistas, las áreas oscuras representan conflictos territoriales.

La introducción de la sharia (ley islámica) en 1991 provocó la fuga de más de 350.000 sudaneses hacia países vecinos
Después de su reelección como presidente en 1996, al-Bashir negoció sin éxito con el SPLA, por lo que las conversaciones de 1997 en Nairobi tuvieron que ser declaradas fracasadas. Al año siguiente, se reanudaron las negociaciones en la capital keniana. Hassan al-Turabi (entonces presidente del Parlamento) manifestó en julio de 1998 que no se podía descartar la independencia del Sur. En 1998, Estados Unidos atacó Sudán y bombardeó la fábrica de Ash Shifa cerca de la capital, Jartum. Estados Unidos justificó el ataque por la presunta producción de gas tóxico y la participación de Sudán en los ataques terroristas en Nairobi y Dar es Salaam. Las pruebas de estas alegaciones no se han podido demostrar hasta hoy.
En 1999, el parlamento sudanés se disolvió, al-Bashir impuso un estado de emergencia y dejó fuera del gobierno a los partidarios de Turabi. Se rompió un acuerdo de alto el fuego entre el gobierno y la guerrilla, lo que dificultó las organizaciones de ayuda.

## Conflicto de Darfur
En 2003 en la región de Darfur se inició un exterminio de la población negra por parte de los yanyauid.

## Fin de la guerra civil e independencia de Sudán del Sur
En 2005 recibió la declaración de guerra de su vecino Chad y se firmó el Acuerdo de Naivasha entre el gobierno sudanés y la guerrilla del Sur que puso fin a la guerra civil. Al-Bashir estuvo gobernando con su Partido del Congreso Nacional junto con el Movimiento de Liberación del Pueblo de Sudán durante los seis años siguientes.
En 2011, en  cumplimiento del acuerdo de paz de 2005, se planteó una consulta por la independencia del Sur que votó afirmativamente, proclamándose ese mismo año la independencia de Sudán del Sur. Con el referéndum se buscó dar fin a los problemas étnicos y territoriales de esta nación, con lo cual se escindió en dos entidades nacionales; una al norte musulmán y proárabe y otra al sur, de tendencia tradicional y animista. 

En enero de 2018, implementó el plan de austeridad del Fondo Monetario Internacional, transfiriendo algunos sectores de importación al sector privado. Como resultado, el precio del pan se duplicó; el precio de la gasolina aumentó un 30%. La inflación alcanzó el 40%. Los movimientos estudiantiles y el Partido Comunista de Sudán organizaron manifestaciones para desafiar la política de Omar al-Bashir. Este último reaccionó arrestando al secretario General del Partido Comunista y a otros dos dirigentes del partido, y cerrando seis periódicos.
Desde diciembre de 2018, su régimen se ha enfrentado al mayor movimiento de protesta en la historia reciente del país. El levantamiento tuvo lugar en las ciudades del extremo norte del país, en particular alrededor de la ciudad de Atbara, el centro histórico del sindicalismo sudanés. Las demandas, inicialmente centradas en cuestiones económicas (más de 20 millones de personas viven por debajo del umbral de la pobreza), evolucionan frente a la represión hacia una lucha por la dimisión de Omar al-Bashir. Al 28 de diciembre, unas 40 personas habían sido asesinadas según fuentes médicas. Las protestas culminaron en el derrocamiento del presidente el 11 de abril de 2019. Desde 2011, el desempleo ha afectado al 18% de la población activa y casi el 50% de la población vive por debajo del umbral de pobreza.